# Fosse no 2 des mines de Bruay
La fosse no 2 de la Compagnie des mines de Bruay est un ancien charbonnage du Bassin minier du Nord-Pas-de-Calais, situé à Bruay-la-Buissière. Le fonçage de son puits débute le 27 avril 1858 à 900 mètres au nord de la fosse no 1. La houille n'y est pas de bonne qualité, le gisement étant accidenté, la production y est assez mauvaise. En 1868, une bowette débouche sur une venue d'eau, après exécution d'un serrement dans la galerie concernée, la fosse est abandonnée, puisqu'il fallait épuiser les eaux nuit et jour. En 1885, le puits est définitivement fermé.
La fosse est reconstruite en 1890, dans le but de servir à l'aérage de la fosse no 2 bis, dont les travaux commencent treize ans plus tard, et l'extraction en 1907. Des cités sont établies à proximité de la fosse no 2, ainsi qu'un terril no 17. Les ateliers centraux sont construits à côté de la fosse, et régulièrement étendus. La Compagnie des mines de Bruay est nationalisée en 1946, et intègre le Groupe de Bruay. La fosse no 2 cesse d'aérer en 1956, à la fermeture de la fosse no 2 bis. le puits est remblayé l'année suivante.
Au début du XXIe siècle, Charbonnages de France matérialise la tête de puits no 2. Il ne reste rien de la fosse, et, dans les années 2010, les ateliers centraux sont menacés de démolition.

## La fosse
Alors que la fosse no 1 est productive depuis la fin de l'année 1855, la Compagnie des mines de Bruay décide d'ouvrir une nouvelle fosse.

### Fonçage
Une fosse no 2 est ouverte en 1858, le fonçage commence le 27 avril, à 900 mètres au nord de la fosse no 1,, et à un kilomètre au nord-est du clocher du village. Son creusement a été des plus faciles, puisque la venue d'eau maximale n'a été que de quarante hectolitres à la minute, soit 240 m3 à l'heure, à la profondeur de 26 mètres, mais elle tombe sur des terrains très bouleversés, dans lesquels on a fait de longues et nombreuses explorations, mais sans sortir des accidents.
Le terrain houiller est atteint à la profondeur de 137, ou 138 mètres. L'orifice du puits est à l'altitude de 45,66 mètres. Le diamètre utile du puits est de 4,08 mètres, le cuvelage en bois y règne sur une hauteur de 98,74 mètres.

### Exploitation
Les accrochages sont établis à 190 et à 252 mètres. Cette fosse n'a produit que de très faibles quantités, 344 201 hectolitres d'une houille grasse tout à fait différente de celle du no 1, tenant seulement 15 à 20 % de matières volatiles, tandis que celle du no 1 en renferme de 35 à 40 %. Une bowette au nord, à l'étage de 252 mètres, rencontre à 300 mètres du puits, une venue d'eau assez abondante, dont l'épuisement exige la marche, jour et nuit, de la machine d'extraction. Le puits est alors profond de 260 ou 270 mètres.

### Abandon puis reprise
Tout travail a été suspendu à cette fosse depuis 1868 après exécution d'un serrement en maçonnerie dans la galerie donnant de l'eau, La Compagnie attend pour la reprendre le résultat d'explorations entreprises par ses autres fosses. En 1885, le puits a été fermé définitivement.
Ce n'est qu'en 1890 que la fosse est reconstruite, elle est destinée à assurer l'aérage de la fosse no 2 bis sise à 2 660 mètres à l'est-sud-est, à Haillicourt. Cette dernière ne commence à produire qu'en 1907, après quatre ans de travaux.
La Compagnie des mines de Bruay est nationalisée en 1946, et intègre le Groupe de Bruay. La fosse no 2 continue l'aérage jusqu'en 1956, date à laquelle la fosse no 2 cesse d'extraire et ferme. Les puits nos 2 et 2 bis sont remblayés en 1957. Il ne reste rien de la fosse no 2.

### Reconversion
Au début du XXIe siècle, Charbonnages de France matérialise la tête de puits. Le BRGM y effectue des inspections chaque année.

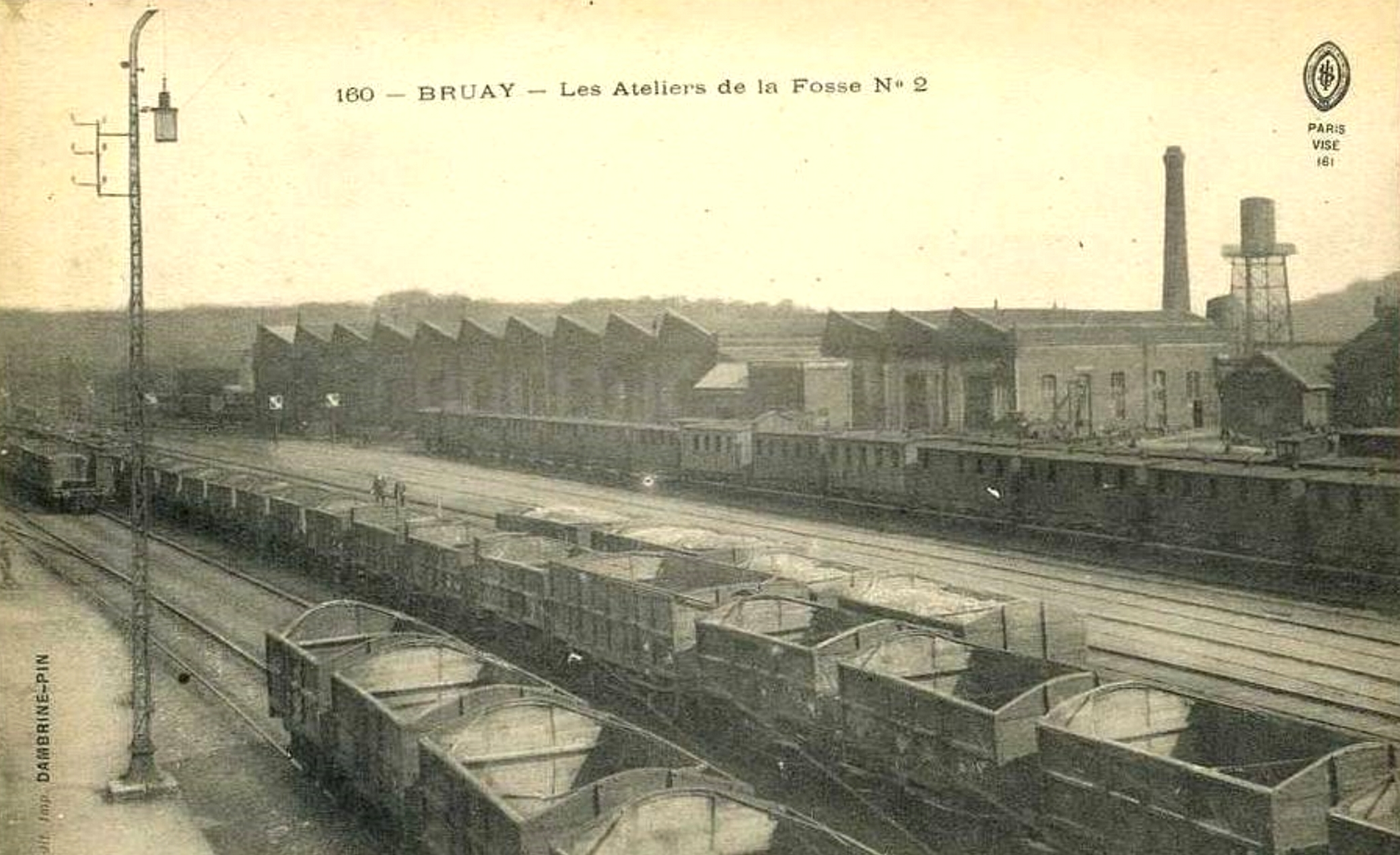
La fosse no 2 est sur la droite de la photographie.
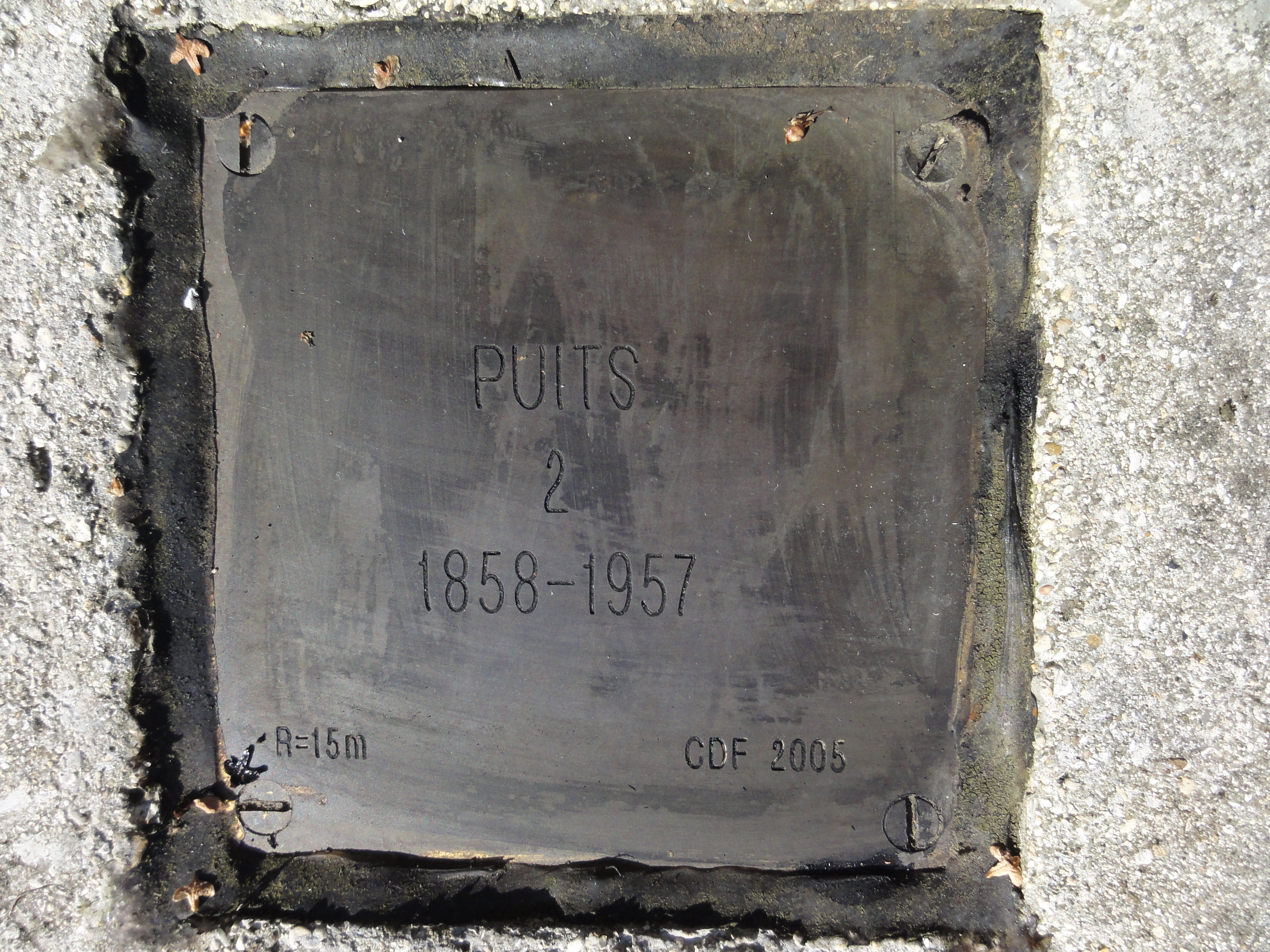
Puits no 2, 1858 - 1957.
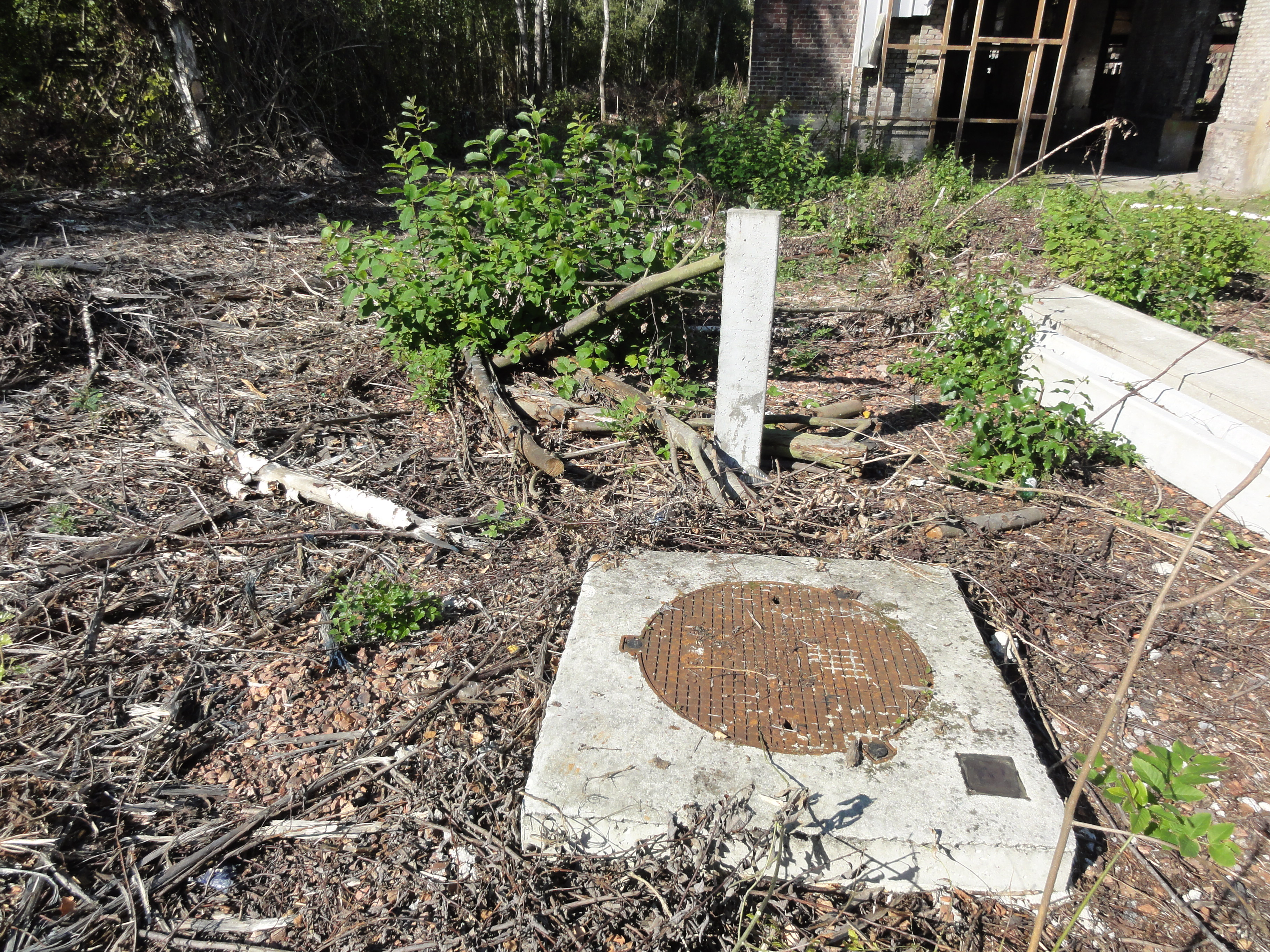
La tête de puits matérialisée no 2.
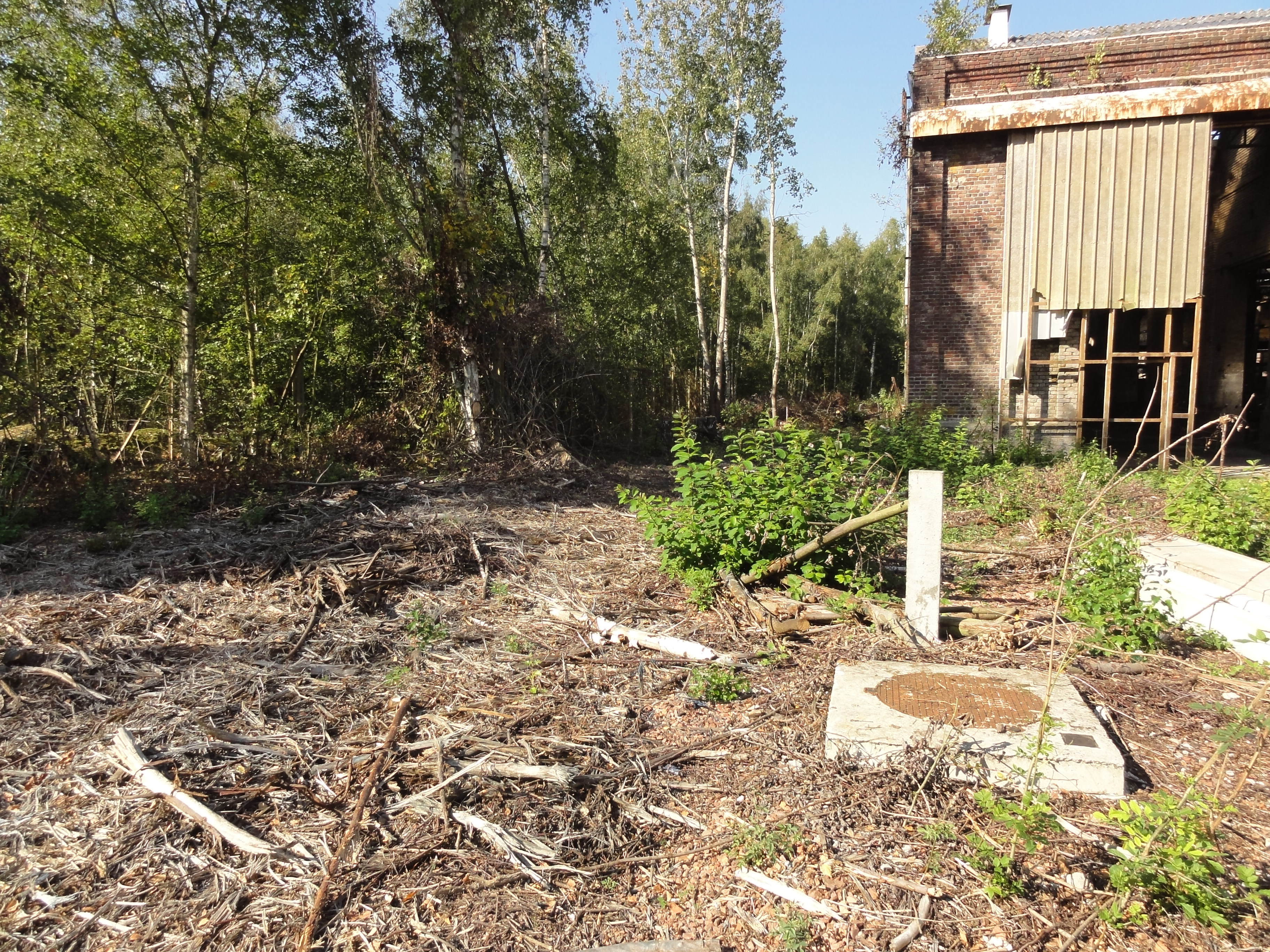
La tête de puits matérialisée no 2, et les ateliers centraux.
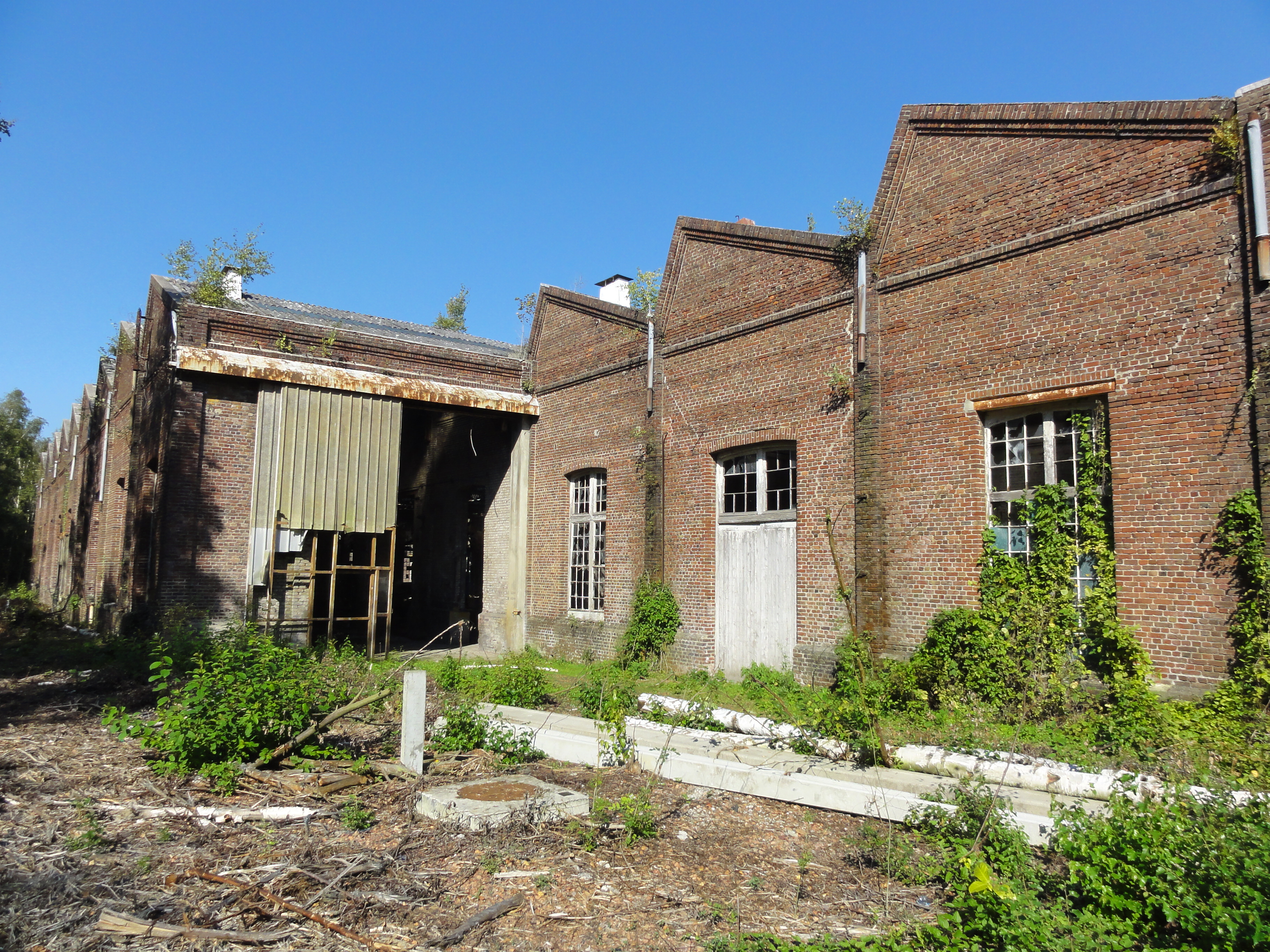
La tête de puits matérialisée no 2, et les ateliers centraux.
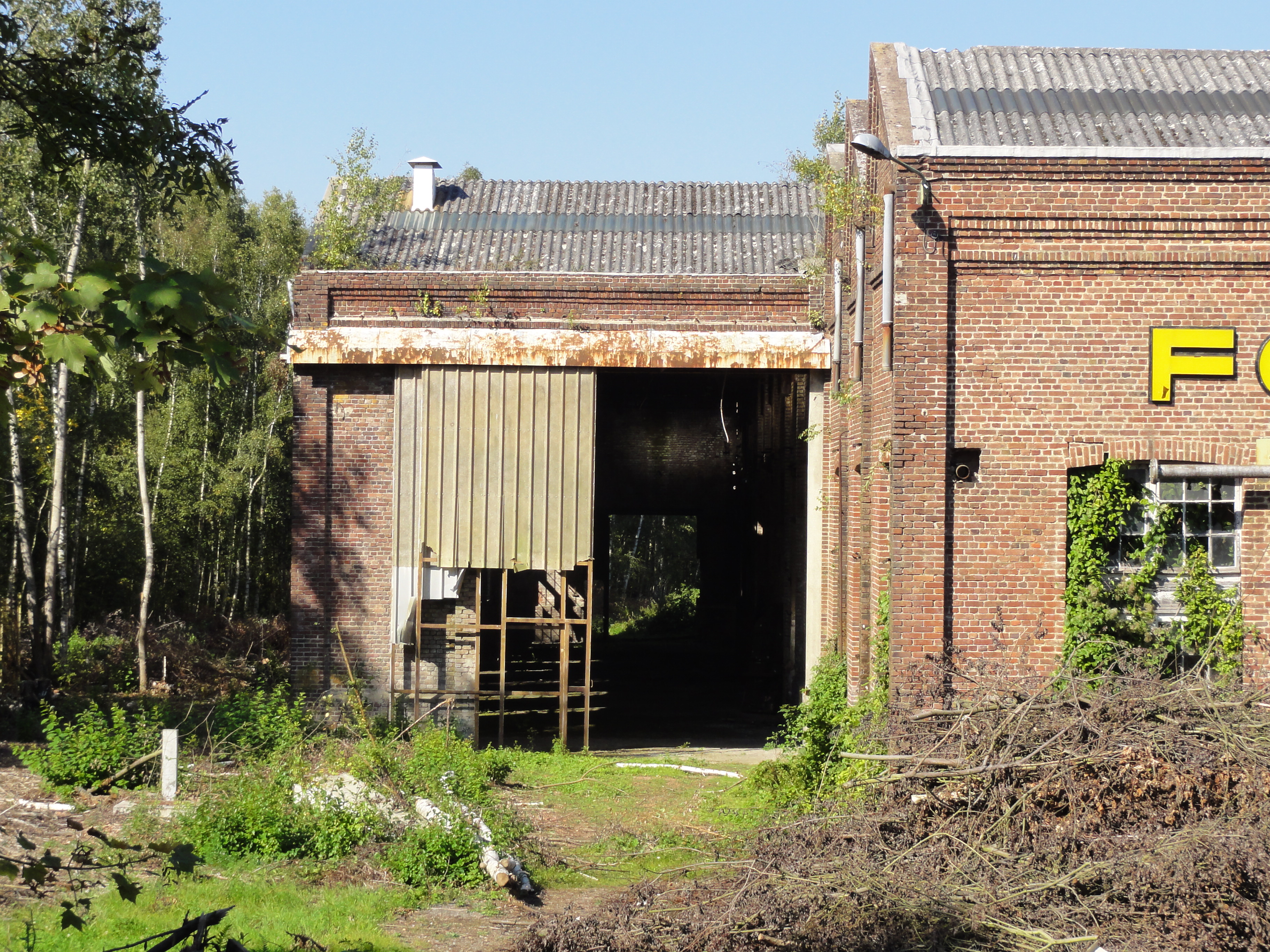
Le puits vu depuis l'entrée du site.

## Le terril
50° 29′ 33″ N, 2° 32′ 38″ E

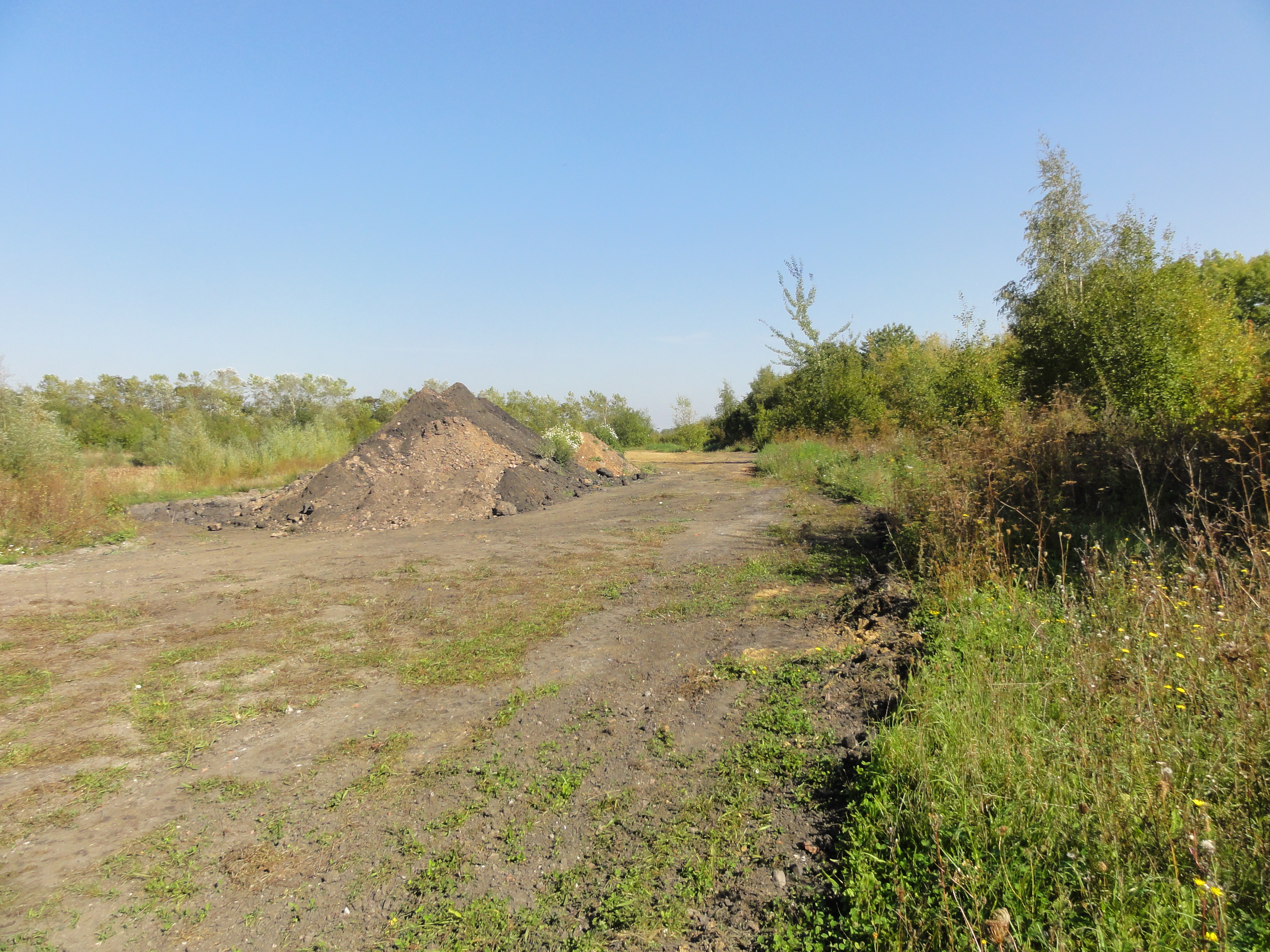
Le terril no 17.

Le terril no 17, situé à Bruay-la-Buissière, a été alimenté par la fosse no 2 des mines de Bruay. Il a été partiellement exploité. Le terril no 6, Bois de Lapugnoy, est relativement proche de la fosse et de son terril no 17.

## Les ateliers centraux
50° 29′ 21″ N, 2° 33′ 00″ E
Les ateliers centraux de la Compagnie des mines de Bruay ont été implantés sur le site de la fosse no 2. Au début des années 2010, le site est destiné à la démolition. L'APPHIM, association pour la protection du patrimoine historique industriel et minier, a déposé le 24 octobre un dossier à la Direction régionale des affaires culturelles dans le but d'obtenir l'inscription ou le classement aux monuments historiques de la chaufferie.

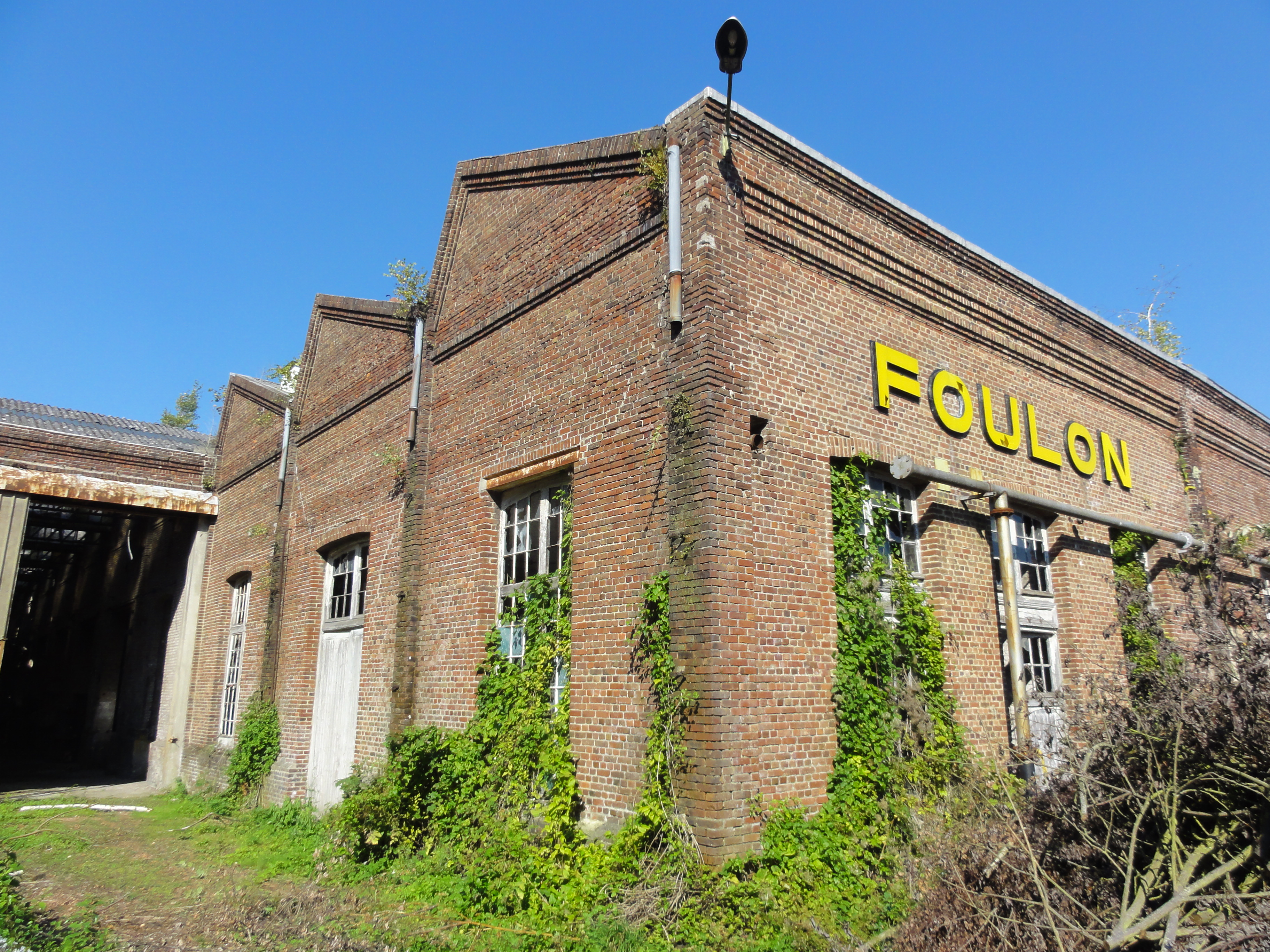
Les anciens établissements Foulon.
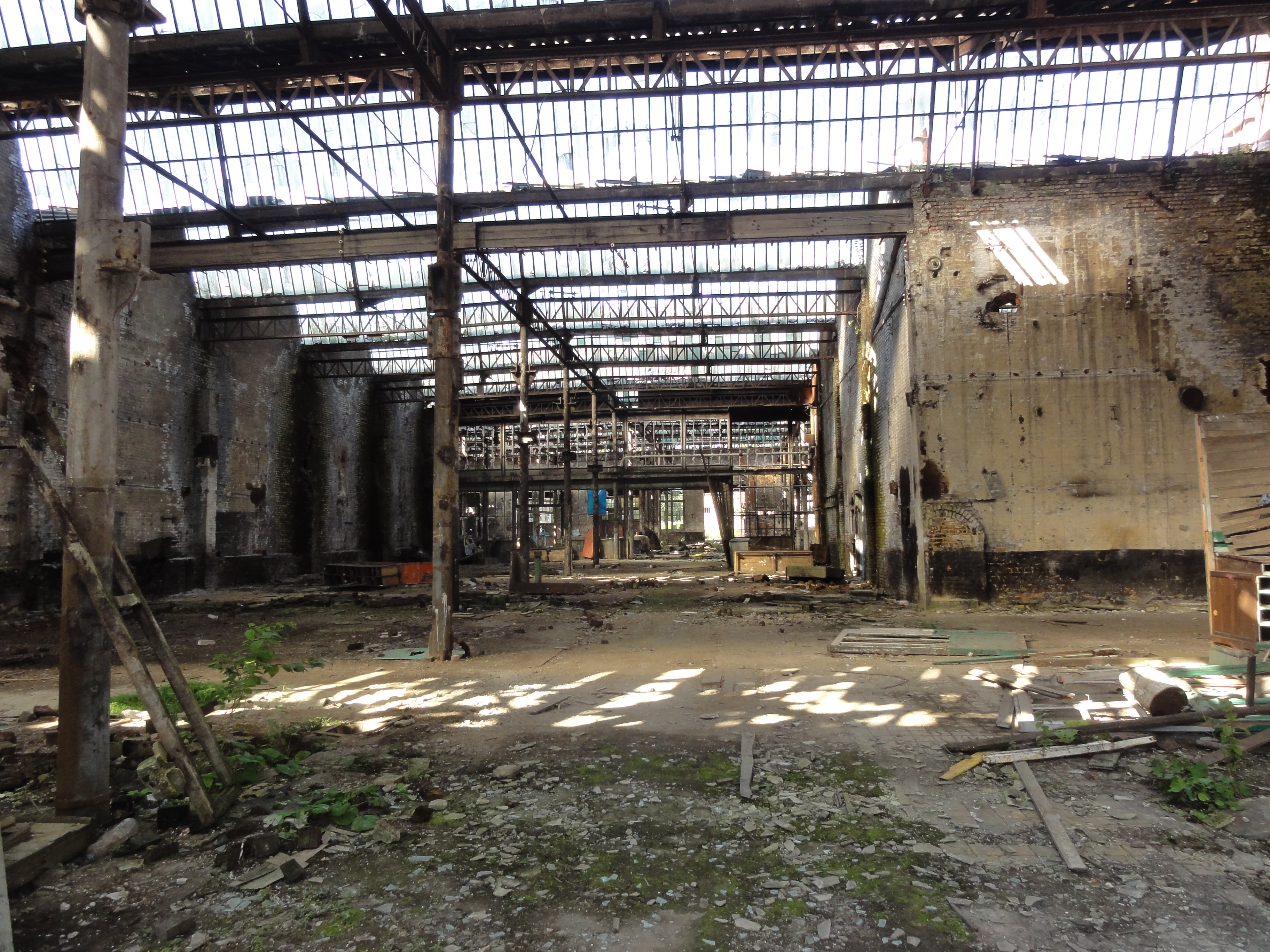
L'intérieur.
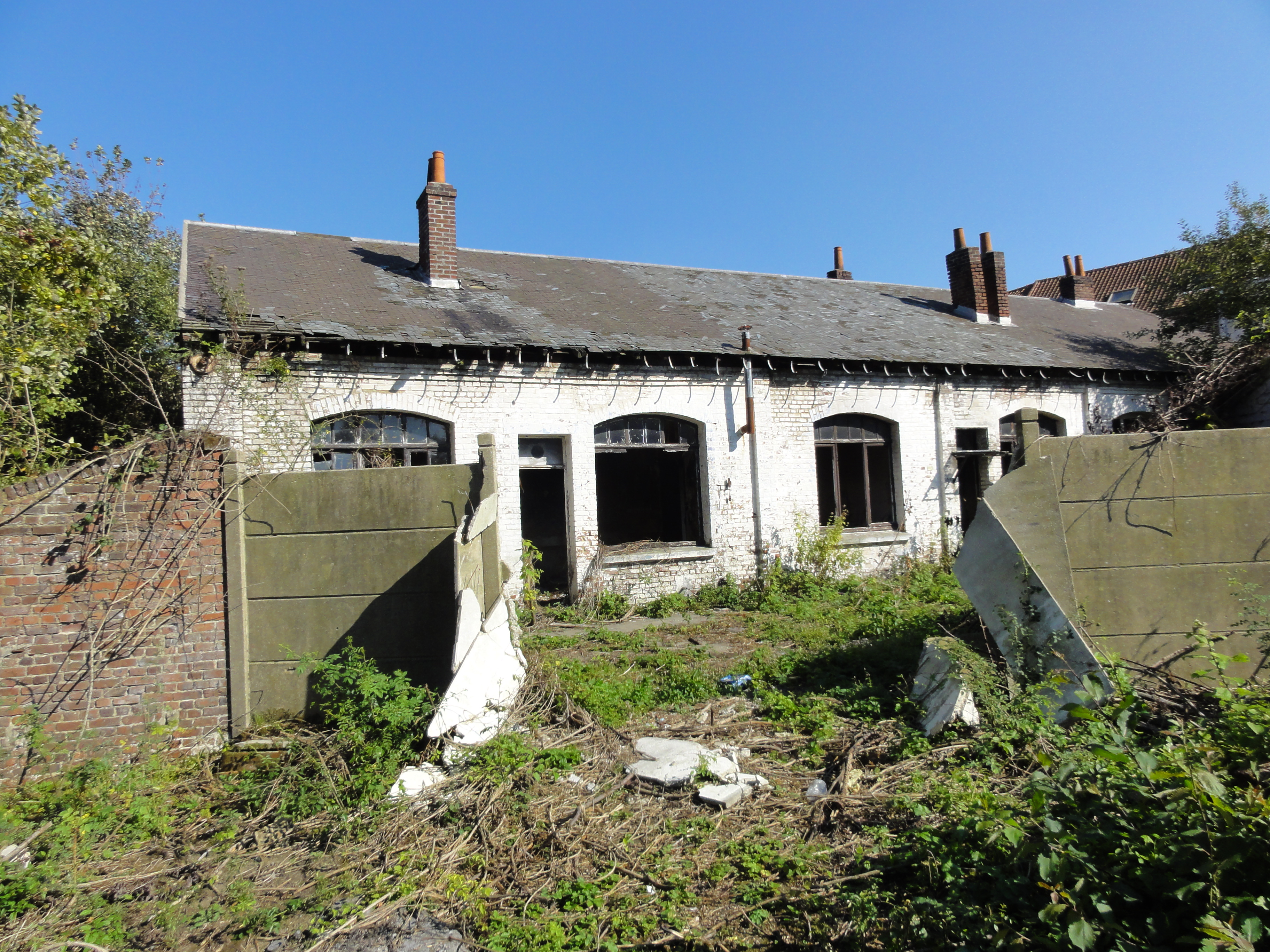
Un bâtiment annexe.
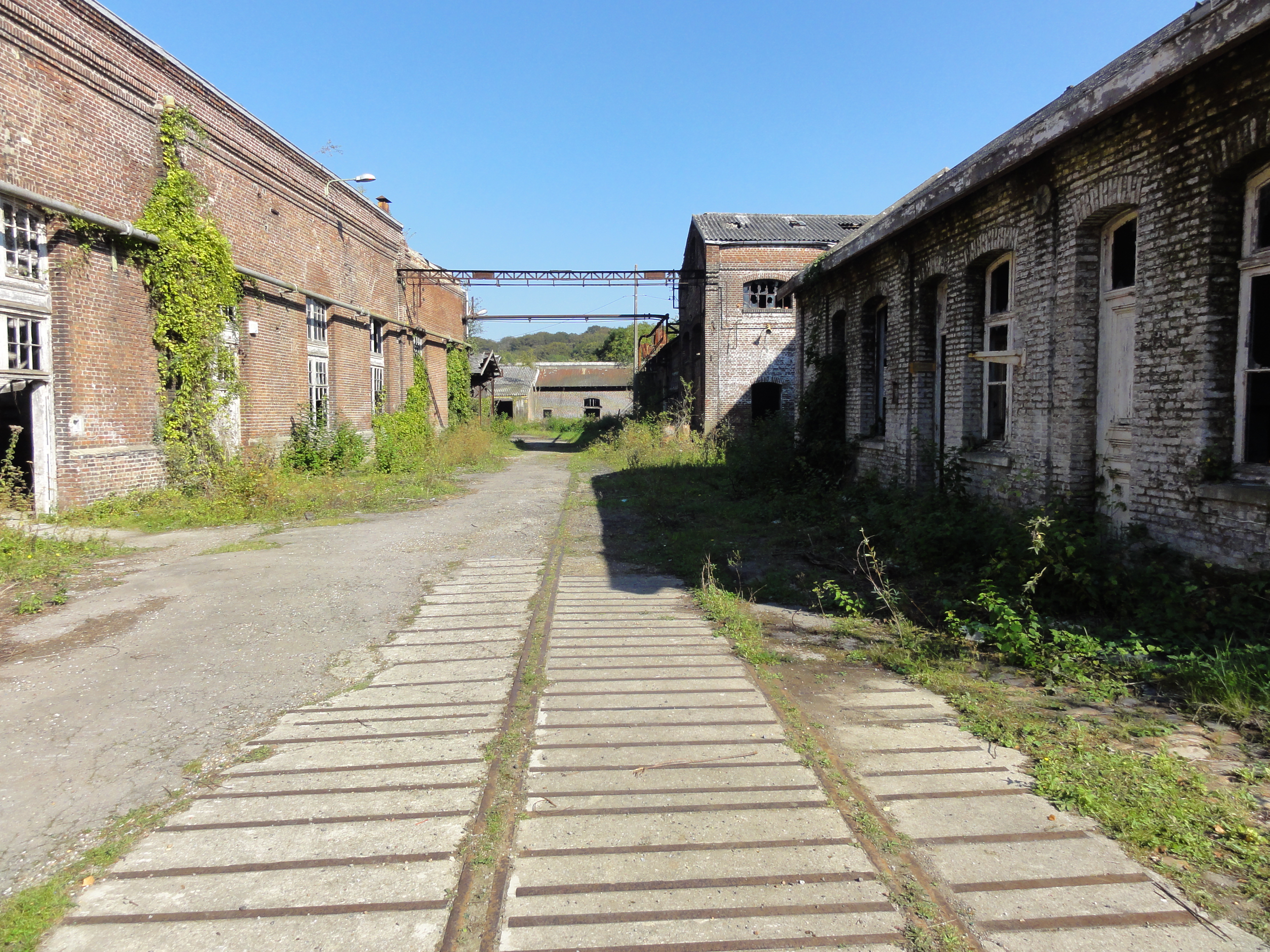
Un ancien accès ferroviaire.
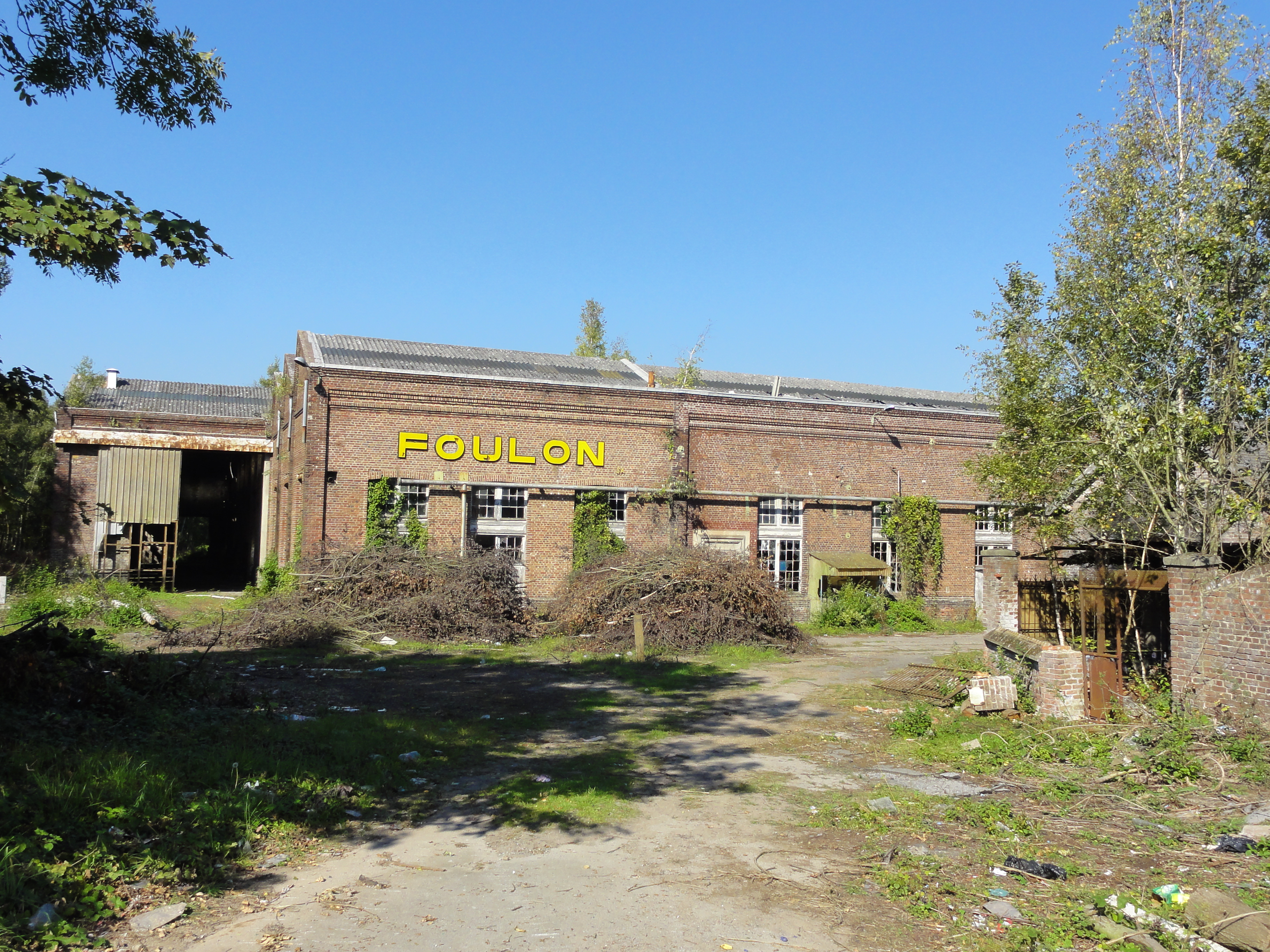
L'entrée du site, sur la gauche, le puits no 2.
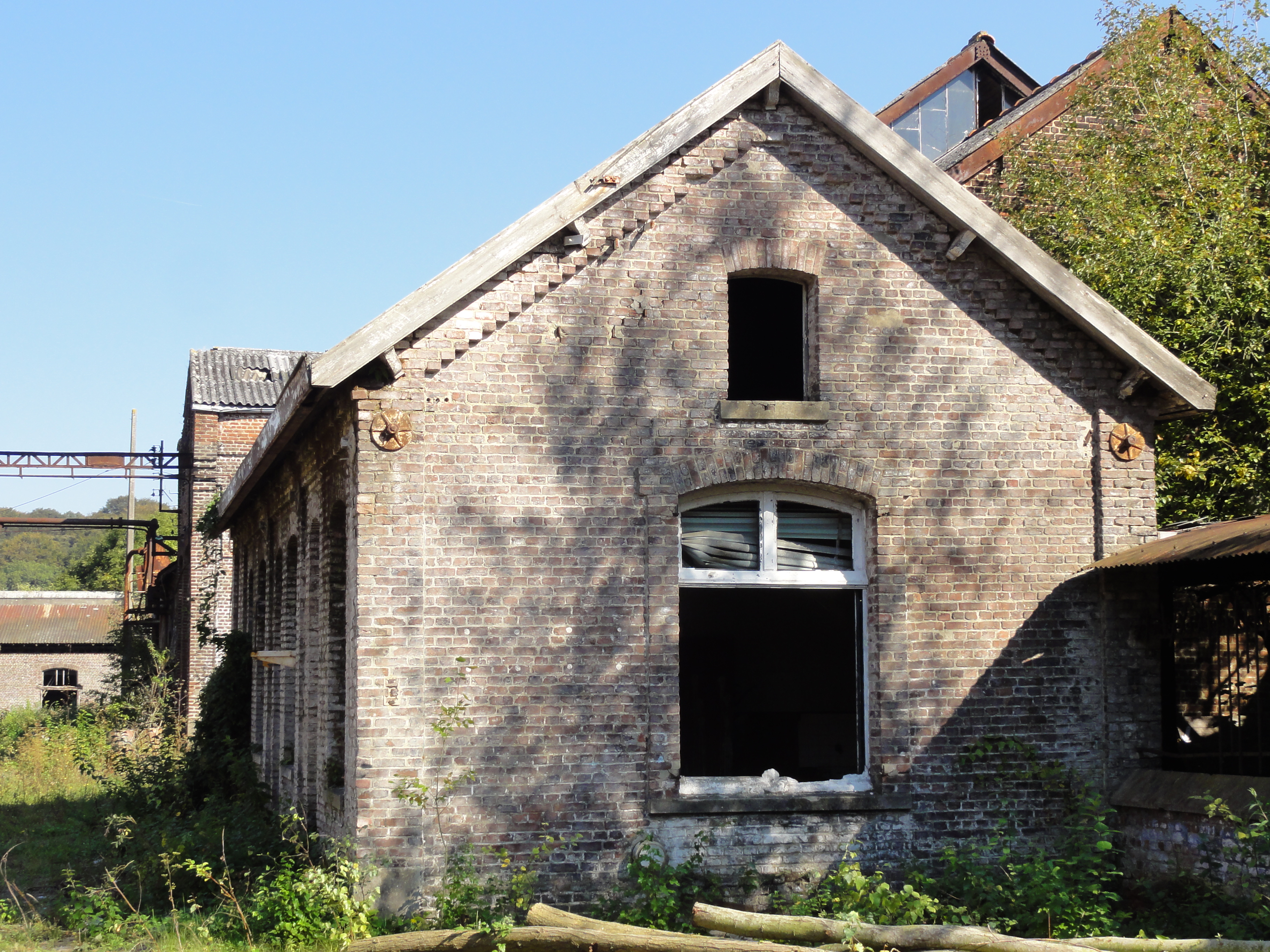
Un bâtiment annexe.

## Les cités
Des cités ont été bâties par la Compagnie des mines de Bruay à proximité de la fosse. La cité près des ateliers centraux est partiellement menacée de démolition.

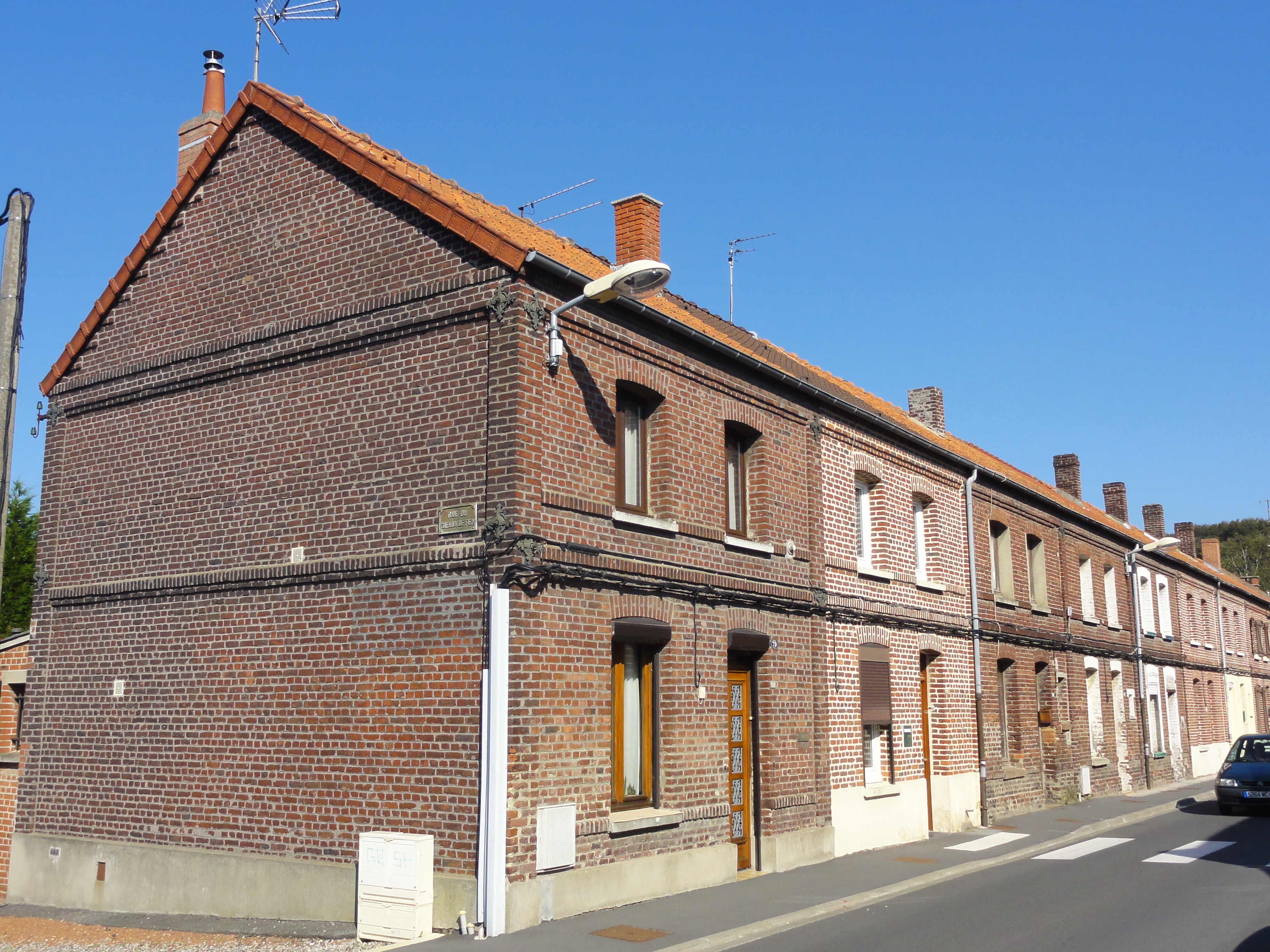
Un coron.
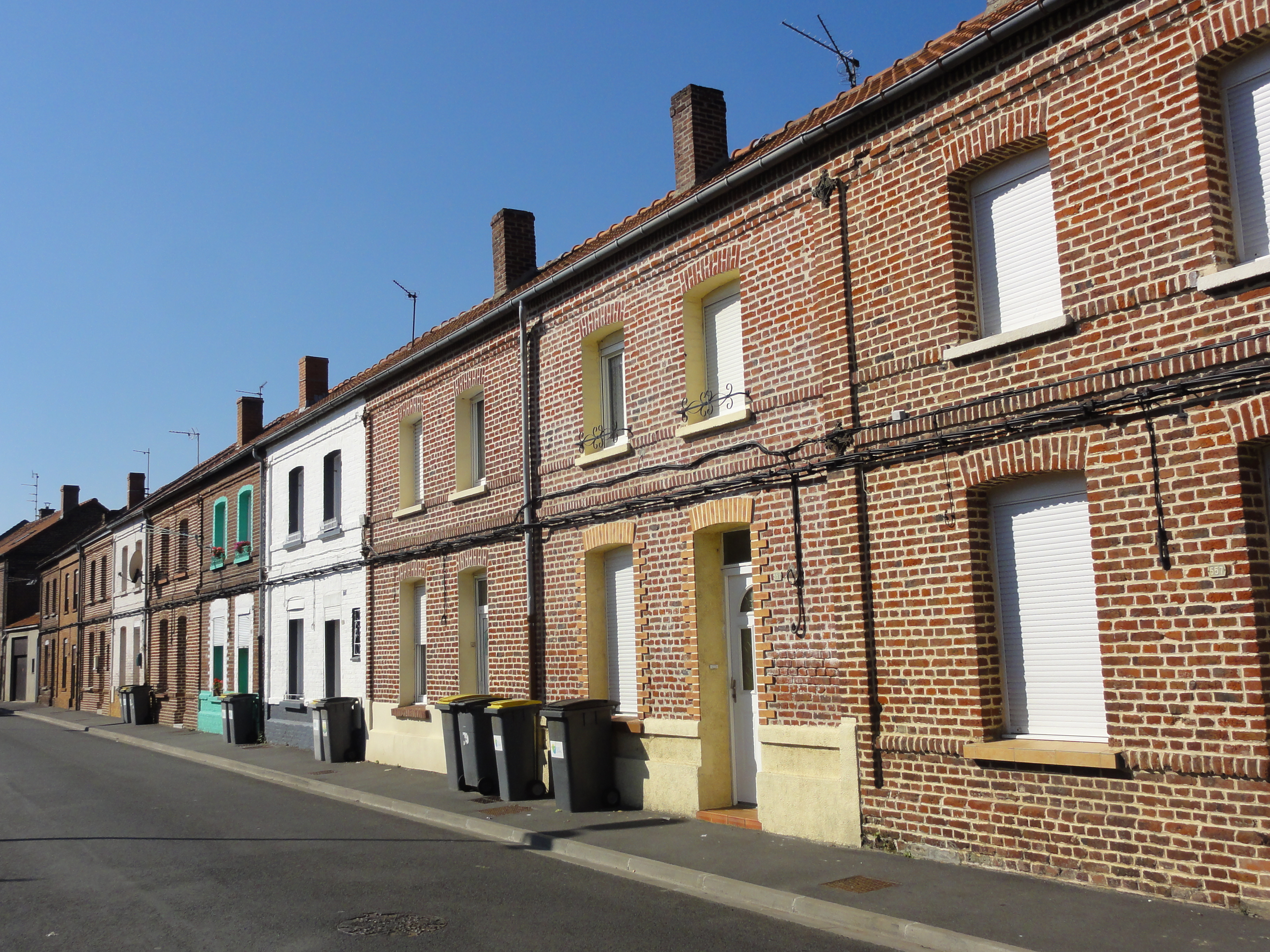
L'uniformité n'est pas toujours respectée.
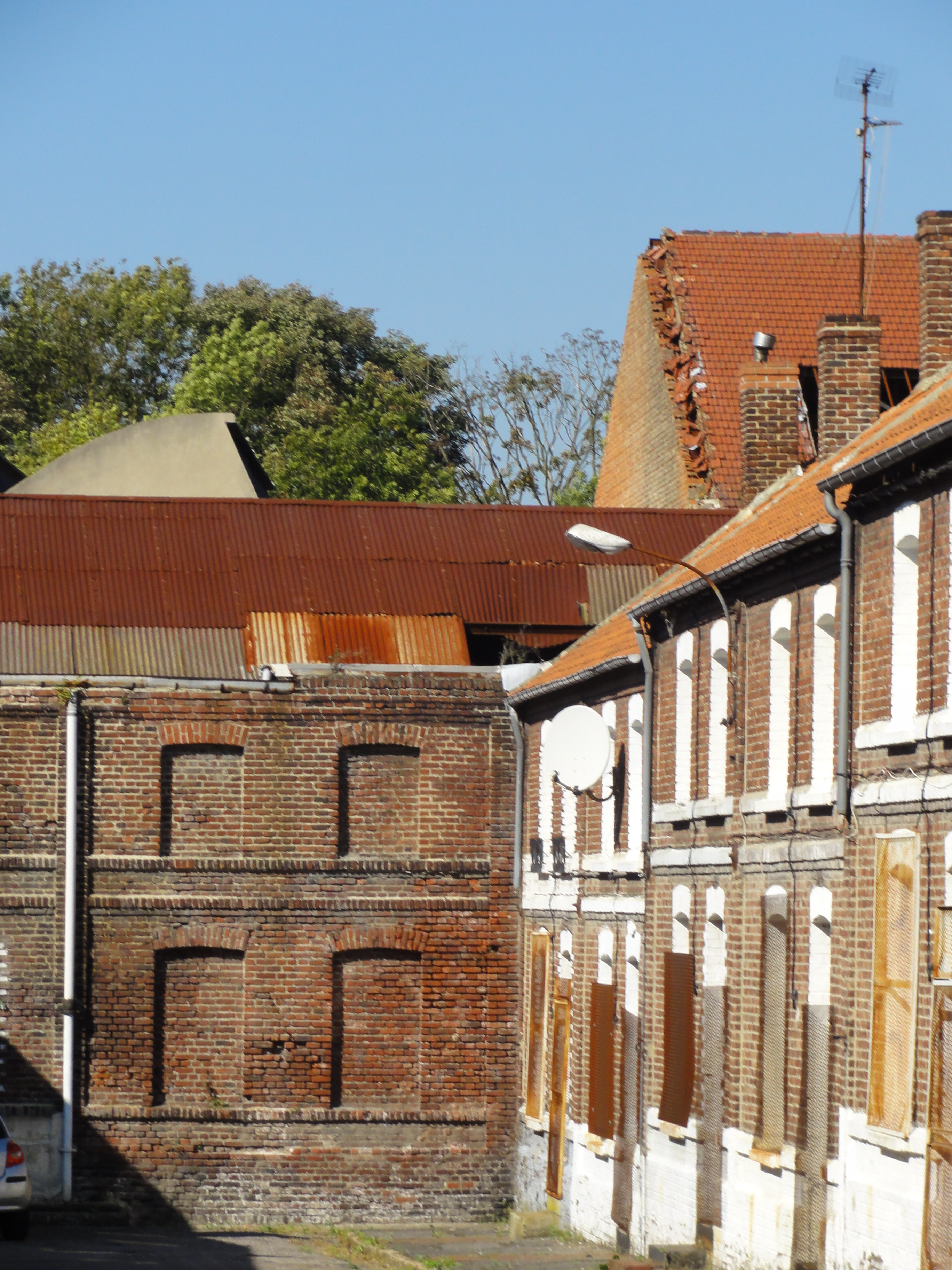
Impasse près des ateliers centraux.
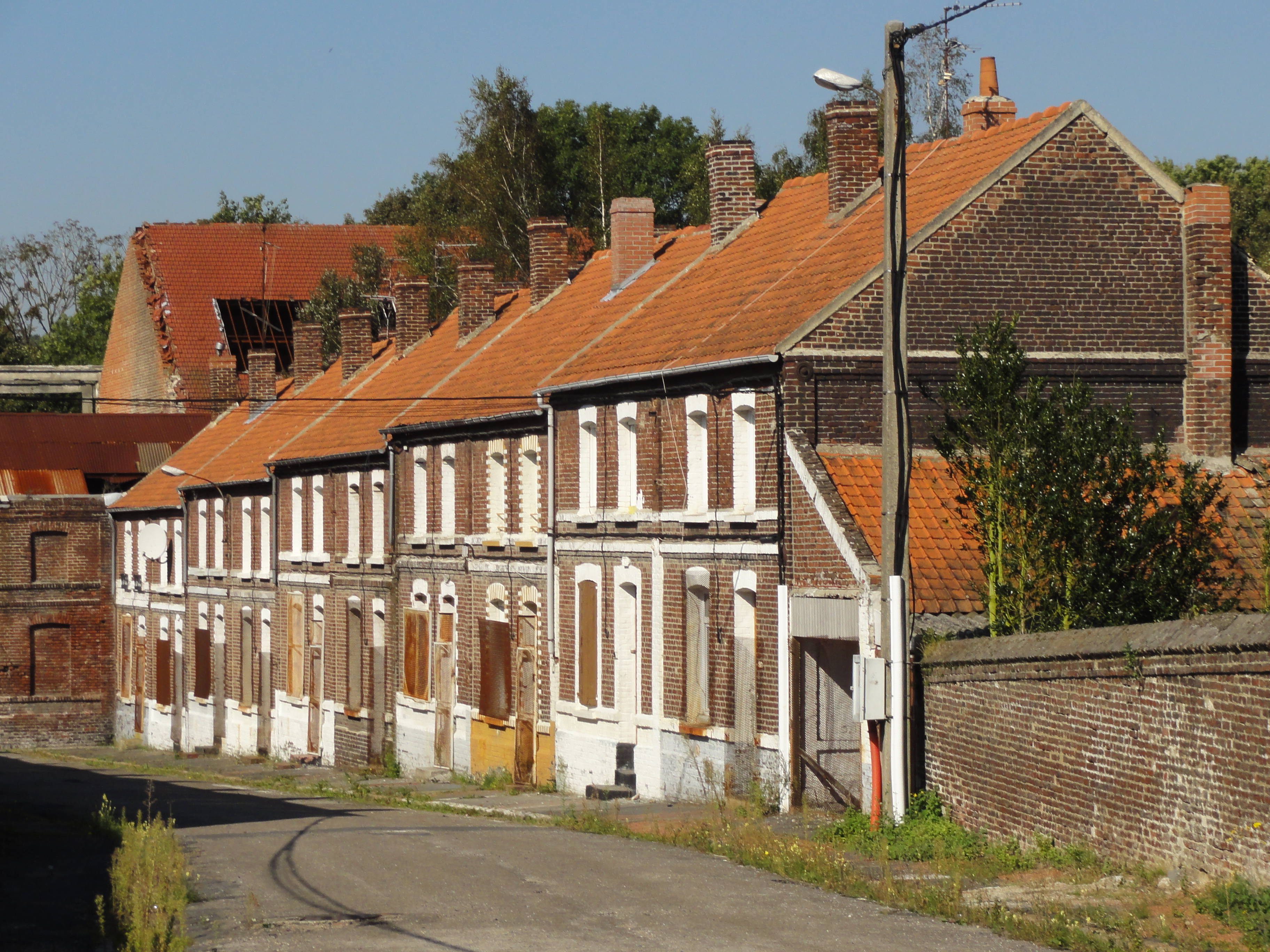
Un coron suivant une pente.
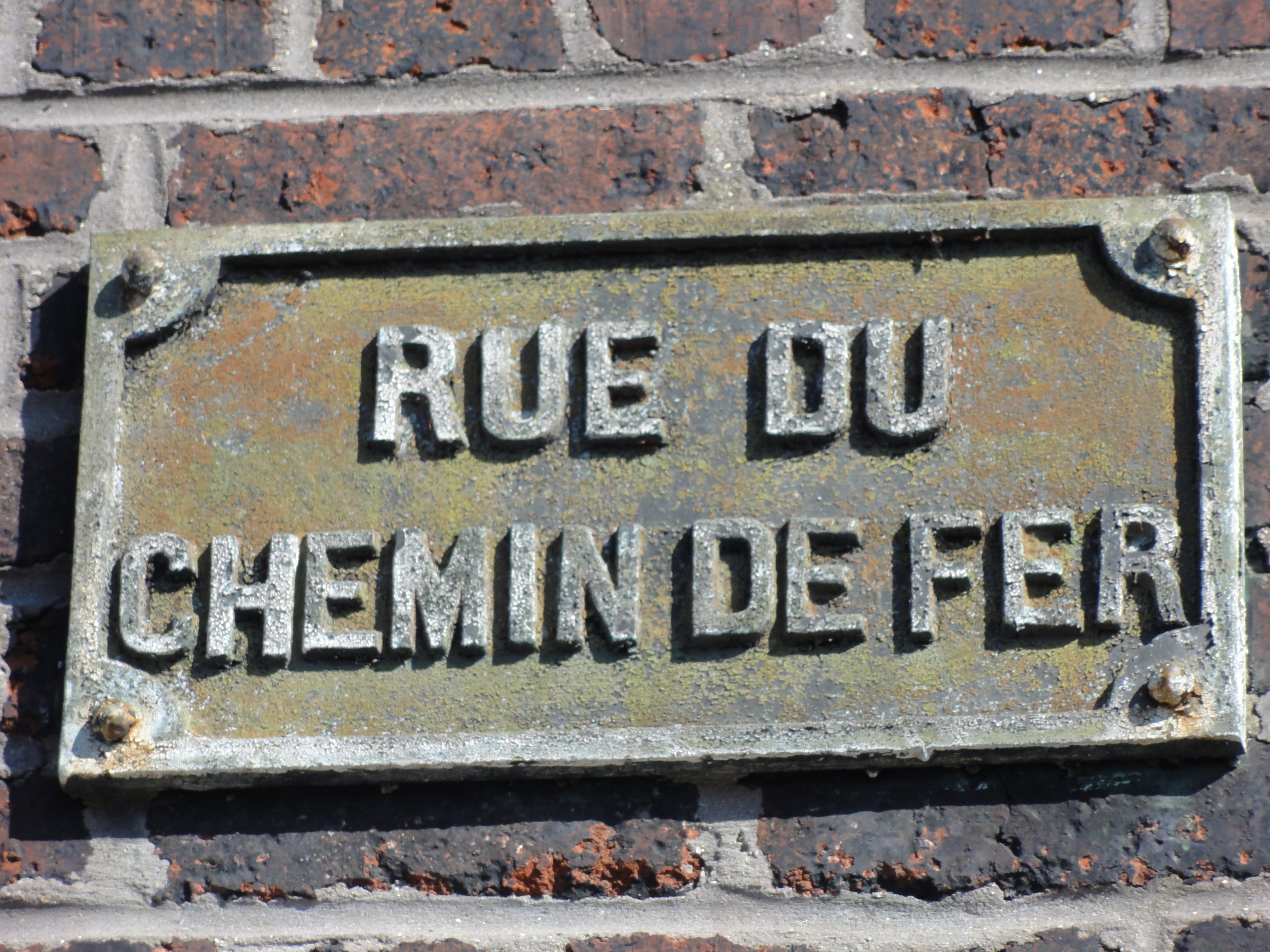
Plaque de rue de la Compagnie de Bruay.
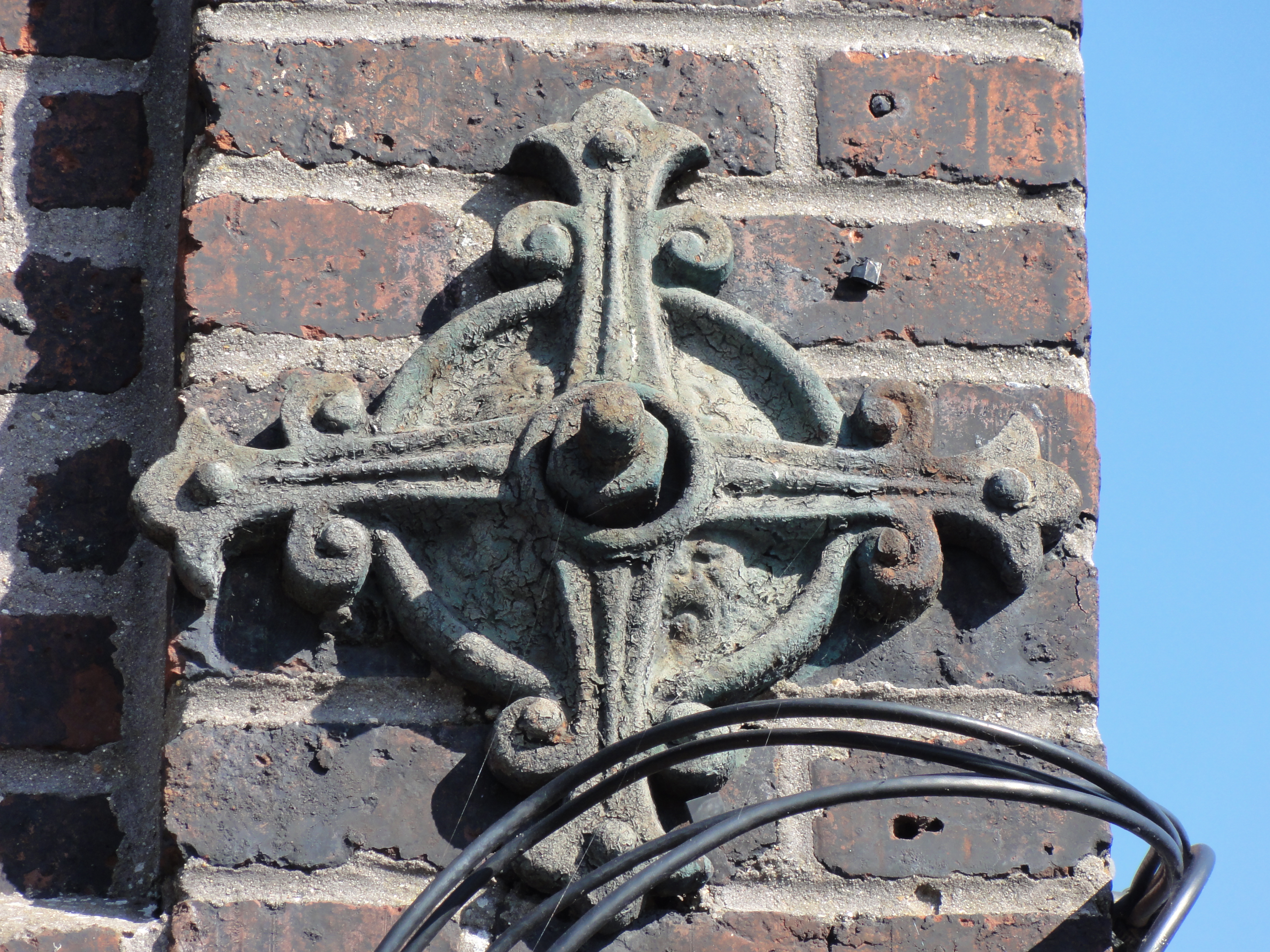
Élément architectural propre à la Compagnie de Bruay.